# Lipogramma evides
Lipogramma evides Robins &  Colin, , 1979 è un piccolo pesce d'acqua salata appartenente alla famiglia Grammatidae.

## Descrizione
Possiede 25 vertebre ed ha una lunghezza sempre inferiore ai 5 cm.

## Distribuzione e habitat
Questo pesce vive tra il Golfo del Messico sud-orientale e parte delle Antille - ma alcuni esemplari sono stati rinvenuti persino in Brasile - a una profondità variabile tra poche decine ad alcune centinaia di metri.